# Salvation (Alphaville-Album)
Salvation ist das fünfte Studioalbum der deutschen Synthie-Pop-Band Alphaville. Es ist das erste Alphaville-Album ohne Ricky Echolette sowie das letzte mit Bernhard Lloyd, der die Band 2003 verließ.

## Entstehung
Das Album wurde von Andy Richards produziert und anders als die Vorgänger hauptsächlich in London eingespielt, in den Eden Studios, aber auch in den Metropolis Studios und den Stone Room Studios. In diesen drei Studios wurde es auch abgemischt, dazu kam das Nucleus Tonstudio. Weitere Aufnahmen fanden in den Angel Studios sowie den Whitfield Street Recording Studios statt. Die Streicher bei Wishful Thinking und Flame stammen von Anne Dudley und Steve Price.

## Titelliste
| Nr.          | Titel                | Länge |
| ------------ | -------------------- | ----- |
| 1.           | Inside Out           | 5:17  |
| 2.           | Monkey in the Moon   | 3:53  |
| 3.           | Guardian Angel       | 4:14  |
| 4.           | Wishful Thinking     | 3:48  |
| 5.           | Flame                | 3:49  |
| 6.           | Point of Know Return | 5:52  |
| 7.           | Control              | 3:31  |
| 8.           | Dangerous Places     | 3:58  |
| 9.           | Spirit of the Age    | 4:31  |
| 10.          | Soul Messiah         | 4:53  |
| 11.          | New Horizons         | 5:35  |
| 12.          | Pandora’s Lullaby    | 4:30  |
| Gesamtlänge: | Gesamtlänge:         | 53:51 |

| Nr.          | Titel                                    | Länge |
| ------------ | ---------------------------------------- | ----- |
| 13.          | Life Is King                             | 6:10  |
| 14.          | Wishful Thinking Physical (Physical Mix) | 5:54  |
| 15.          | Monkey in the Moon (Demo)                | 4:23  |
| Gesamtlänge: | Gesamtlänge:                             | 70:18 |

## Charts und Chartplatzierungen
Salvation platzierte sich erstmals am 15. September 1997 in den deutschen Albumcharts und belegte dabei Rang 74. In der Folgewoche belegte das Album noch Rang 100, bevor es aus den Charts austrat. Es ist nach Forever Young, Afternoons in Utopia und The Breathtaking Blue das vierte Chartalbum von Alphaville in Deutschland.